# یواس‌اس ولا گلف (سی‌وی‌ای-۱۱۱)
یواس‌اس ولا گلف (سی‌وی‌ای-۱۱۱) (به انگلیسی: USS Vella Gulf (CVE-111)) یک کشتی بود که طول آن ۵۵۷ فوت (۱۷۰ متر) بود. این کشتی  در سال ۱۹۴۴ ساخته شد.